# Русень (Борлешть, Нямц)
Русень, Русені (рум. Ruseni) — село у повіті Нямц в Румунії. Входить до складу комуни Борлешть.
Село розташоване на відстані 264 км на північ від Бухареста, 19 км на південний схід від П'ятра-Нямца, 89 км на південний захід від Ясс, 145 км на північний схід від Брашова.

## Населення
За даними перепису населення 2002 року у селі проживали 3573 особи, усі — румуни. Усі жителі села рідною мовою назвали румунську.